# Zenon Neumark
Zenon Neumark (ur. 14 sierpnia 1924 w Łodzi, zm. 27 marca 2023 w Los Angeles), pseudonim okupacyjny Zenon Matysiak – inżynier fizyk, elektryk, elektronik, uciekinier z obozów pracy przymusowej w Tomaszowie Mazowieckim i Wiedniu, konspirator, członek Żydowskiej Organizacji Bojowej, autor wspomnień z okresu Holokaustu. 

## Rodzina
Urodził się w Łodzi w spolonizowanej rodzinie żydowskiej. W domu rodzinnym mówiono po polsku, choć rodzice znali też jidysz, niemiecki i rosyjski. Dziadek Michał Neumark (1860-1935) mówił bardzo dobrze po polsku i dbał o wykształcenie dzieci. Ojciec Feliks (Fiszel) Neumark (1889-1942) trafił wraz z rodziną (żoną i córką) do getta łódzkiego. Matka pochodziła z tomaszowskiej rodziny Rozenbaumów. Rodzice nie przeżyli Holokaustu. Siostra Rena Neumark (zamężna Franco) ocalała, po wojnie wyemigrowała do Włoch i tam wyszła za mąż. 
Wuj Enrico Rosenbaum (1904-1972) był znanym przedsiębiorcą działającym w branży filmowej, właścicielem i dyrektorem mediolańskich firm „Polyfoto” i „Cine Electric”, współtwórcą systemu filmowego „Totalrama” dla kin z ekranem 360º, organizatorem pierwszych kin w Albanii i Etiopii.
W ostatnich latach życia mieszkał w Los Angeles, był żonaty i miał dwie córki Ariannę i Kitty. Córki zachęciły ojca do spisania i wydania wspomnień z czasów okupacji hitlerowskiej i Holokaustu.

## Okres drugiej wojny światowej
Neumark we wrześniu 1939 r. przedostał się z rodzinnej Łodzi do dziadków Rozenbaumów mieszkających w Tomaszowie Mazowieckim. Trafił do getta tomaszowskiego (1940-1942), a następnie do obozu pracy przymusowej dla Żydów w Tomaszowie Mazowieckim (1942-1943). W przededniu likwidacji obozu uciekł i przedostał się do Warszawy. Tam otrzymał fałszywe dokumenty na nazwisko „Zenona Matysiaka” i żył jawnie jako Polak-katolik po stronie „aryjskiej”. Działał czynnie jako konspirator w organizacjach podziemnych, głównie w ŻOB. Był świadkiem najważniejszych wydarzeń okupacyjnych w Warszawie (m.in. powstania w getcie warszawskim, powstania warszawskiego). Bezskutecznie próbował skontaktować się z rodziną uwięzioną w getcie łódzkim. Po powstaniu warszawskim trafił do obozu w Pruszkowie, a stamtąd do obozu pracy w Wiedniu. Uciekł i przez pewien czas pracował w Wiedniu jako elektryk. 
Wolności doczekał w Wiedniu 13 kwietnia 1945. Po wojnie odszukał siostrę Renę i przedostał się wraz z nią do Włoch, gdzie w Mediolanie mieszkał jego wuj Enrico Rosenbaum.

## Edukacja
W latach 1946–1950 studiował na Politechnice Mediolańskiej (Politecnico di Milano). Otrzymawszy stypendium amerykańskie zdecydował się na emigrację do Stanów Zjednoczonych. Uzyskał tytuł inżyniera elektryka na Uniwersytecie w Norman, w stanie Oklahoma. Następnie ukończył studia magisterskie w zakresie fizyki na Uniwersytecie Kalifornijskim (University of California) w Los Angeles.  

## Praca zawodowa
Pracował w firmie „Hughes Aircraft Company”. Był zaangażowany w kilku zaawansowanych specjalistycznych programach technicznych z zakresu elektrooptyki. Był jednym z amerykańskich ekspertów w zakresie pomiarów w podczerwieni, satelitów i laserów. Publikował artykuły naukowe w uznanych periodykach i publikacjach zbiorowych. Wśród nich warto wymienić następujące:  
- Tribo-Electricity and Microphonic Noise in Infrared Systems, „Infrared Physics, International Research Journal”.
- Simulation and Evaluation of EO Countermeasures - NATO Proceedings EW Seminar, Haag, Holland.

Obecnie jest emerytem. 

## Wspomnienia z okresu Holokaustu (1939-1945)
- Jawnie w ukryciu. Niezwykłe losy młodego uciekiniera z hitlerowskiego obozu, Warszawa 2008: Biblioteka „Midrasza”, ISBN 978-83-926515-4-3 (liczne fot.); oryginalna wersja angielska: Hiding in the Open: A Young Fugitive in Nazi-Occupied Poland, London 2006.
- Ostatnio ukazała się wersja niemiecka (wzbogacona pod względem ilustracyjnym): Im Freien Verborgen. Ein Jüdischer Flüchtling überlebt die Nazizeit in Warschau und Wien, Wien 2009: Praesens Verlag, ISBN 978-3-7069-0550-3.